# 納爾遜·曼德拉內閣
納爾遜·曼德拉內閣於1994年5月10日成立，曼德拉在同日宣誓就任南非總統，並於5月11日宣布成立內閣。內閣成員包括曼德拉所屬的非洲人國民大會、國民黨以及因卡塔自由黨的黨員，因為法律規定所有贏得20個議席以上的政黨均可在內閣中擁有代表。

## 改動
內閣變動與改組：
- 財政部長德里克·基斯（英语：Derek Keys）在1994年年中辭職，由克里斯·利本伯格（英语：Chris Liebenberg）接替[2]。
- 克里斯·利本伯格辭職後，曼德拉於1996年3月／4月改組內閣。
- 自國民黨退出後，曼德拉於1996年5月改組內閣，並從1996年7月1日起生效[3]。
- 1996年8月由彼得·莫卡巴（英语：Peter Mokaba）接替班圖·霍洛米薩（英语：Bantu Holomisa）擔任環境事務與旅遊部副部長[4]。

## 內閣成員
| 政黨 | 政黨           |
| ---- | -------------- |
|      | 非洲人國民大會 |
|      | 國民黨         |
|      | 因卡塔自由黨   |
|      | 無黨籍         |

| 職位 | 職位                                | 部長                                   | 任期   | 任期   | 政黨   |
| ---- | ----------------------------------- | -------------------------------------- | ------ | ------ | ------ |
|      | 南非總統                            | 納爾遜·曼德拉閣下                      | 1994年 | 1999年 | 非國大 |
|      | 南非副總統                          | 塔博·姆貝基閣下                        | 1994年 | 1999年 | 非國大 |
|      | 南非副總統                          | 弗雷德里克·威廉·德克勒克閣下           | 1994年 | 1996年 | 國民黨 |
|      | 財政部長                            | 尊敬的德里克·基斯國會議員              | 1994年 | 1994年 | 國民黨 |
|      | 財政部長                            | 尊敬的克里斯·利本伯格國會議員          | 1994年 | 1996年 | 無黨籍 |
|      | 財政部長                            | 尊敬的特雷弗·曼紐爾國會議員            | 1996年 | 1999年 | 非國大 |
|      | 內政部長                            | 尊敬的曼戈蘇圖·布特萊齊國會議員        | 1994年 | 1999年 | 因卡塔 |
|      | 外交事務部長                        | 尊敬的阿爾佛雷德·恩佐國會議員          | 1994年 | 1999年 | 非國大 |
|      | 國防部長                            | 尊敬的喬·莫迪斯國會議員                | 1994年 | 1999年 | 非國大 |
|      | 農業與土地事務部長 （於1996年更名） | 尊敬的德瑞克·海內克姆國會議員          | 1996年 | 1999年 | 非國大 |
|      | 農業與土地事務部長 （於1996年更名） | 尊敬的克拉伊·范·尼柯克國會議員         | 1994年 | 1996年 | 國民黨 |
|      | 懲教部長                            | 尊敬的本·斯科薩納國會議員              | 1998年 | 1999年 | 因卡塔 |
|      | 懲教部長                            | 尊敬的西福·姆茲梅拉國會議員            | 1994年 | 1998年 | 因卡塔 |
|      | 教育部長                            | 尊敬的西布西索·本古國會議員            | 1994年 | 1999年 | 非國大 |
|      | 環境事務與旅遊部長                  | 尊敬的帕洛·佐敦國會議員                | 1996年 | 1999年 | 非國大 |
|      | 環境事務與旅遊部長                  | 尊敬的戴威·德·維利爾斯國會議員         | 1994年 | 1996年 | 國民黨 |
|      | 一般事務部長                        | 尊敬的約翰·馬武索國會議員              | 1996年 | 1999年 | 非國大 |
|      | 衛生部長                            | 尊敬的恩科薩扎娜·德拉米尼-祖馬國會議員 | 1994年 | 1999年 | 非國大 |
|      | 住房部長                            | 尊敬的喬·斯洛沃國會議員                | 1994年 | 1999年 | 非國大 |
|      | 司法部長                            | 尊敬的達拉·奧馬爾國會議員              | 1994年 | 1999年 | 非國大 |
|      | 勞工部長                            | 尊敬的蒂托·姆博威尼國會議員            | 1994年 | 1999年 | 非國大 |
|      | 礦產與能源部長                      | 尊敬的佩努埃爾·馬杜納國會議員          | 1996年 | 1999年 | 非國大 |
|      | 礦產與能源部長                      | 尊敬的皮克·波塔國會議員                | 1994年 | 1996年 | 國民黨 |
|      | 公共工程部長                        | 尊敬的傑夫·拉德貝國會議員              | 1994年 | 1999年 | 非國大 |
|      | 體育部長                            | 尊敬的史蒂夫·特威特國會議員            | 1994年 | 1999年 | 非國大 |
|      | 運輸部長                            | 尊敬的馬克·馬哈拉伊國會議員            | 1994年 | 1999年 | 非國大 |